# سلام نظامی (فیلم ۲۰۰۸)
«سلام نظامی» (انگلیسی: Salute (2008 film)) یک فیلم است که در سال ۲۰۰۸ منتشر شد. از بازیگران آن می‌توان به پیتر نورمن، تامی اسمیت، و جاون کارلوس اشاره کرد.